# Le Cantique des créature: Pablo Picasso pintor
Le Cantique des créature: Pablo Picasso pintor è un documentario del 1982 diretto da Frédéric Rossif e basato sulla vita del pittore spagnolo Pablo Picasso.